# Otto Fedder

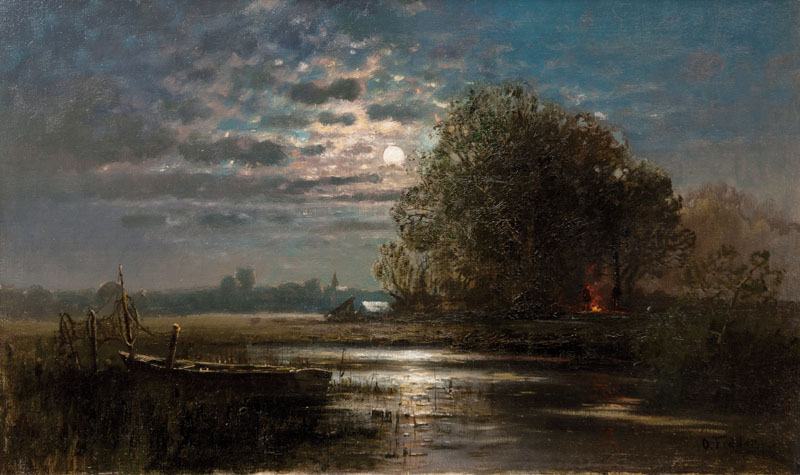
Mondlandschaft

Otto Karl Heinrich Fritz Fedder (* 29. September 1873 in Schwerin; † 7. Dezember 1918 in Wildschwaige am Taubenberg bei Darching) war ein deutscher Landschaftsmaler.
Fedder kam 1895 nach München. Studierte Malerei an der Münchner Kunstakademie bei Wilhelm von Diez und Eduard Grützner. Er malte fast ausschließlich romantische Landschaftsbilder, meistens beim Sonnenuntergang oder Mondlicht, immer im Querformat.